# Boss Baby – Schluss mit Kindergarten
Boss Baby – Schluss mit Kindergarten (Originaltitel: The Boss Baby: Family Business) ist eine amerikanische Animations-Komödie aus dem Jahr 2021. Der Film wurde von Tom McGrath inszeniert und von Michael McCullers geschrieben. Als Produzent fungierte Jeff Hermann. Der Film basiert auf den Kinderbüchern The Boss Baby und The Bossier Baby von Marla Frazee. Er wurde von DreamWorks Animation produziert und stellt eine Fortsetzung zu The Boss Baby (2017) dar. In den Hauptrollen sind Alec Baldwin, James Marsden, Amy Sedaris, Ariana Greenblatt, Jeff Goldblum, Eva Longoria, Jimmy Kimmel und Lisa Kudrow zu hören. Der Film startete am 14. Oktober 2021 in den deutschen Kinos.

## Handlung
Die Streithähne Tim Templeton und sein kleiner Bruder Ted sind mittlerweile erwachsen und haben sich auseinandergelebt. Ted ist Leiter einer großen Firma geworden, während Tim zusammen mit seiner Frau Carol eine Familie gegründet hat. Die ältere Tochter der beiden, Tabitha, ist hochintelligent und geht auf eine Schule für Hochbegabte, während die kleine Tina merkt, dass die Beziehung zwischen ihrer Schwester und ihrem Vater angespannt ist. Sie enthüllt eines Tages, dass sie als Undercover-Agentin für BabyCorp arbeitet. Zusammen mit ihren zum Kind gemachten Vater und Onkel legt das Mädchen dem fiesen Dr. Armstrong, dem Leiter der Schule, das Handwerk.

## Synchronisation
Die deutsche Synchronisation entstand an der FFS Film- & Fernseh-Synchron GmbH in Berlin unter der Leitung von Marius Clarén.
| Rolle                       | Originalsprecher     | Synchronsprecher        |
| --------------------------- | -------------------- | ----------------------- |
| Ted Templeton Jr./Boss Baby | Alec Baldwin         | Klaus-Dieter Klebsch    |
| Tim Templeton/Erzähler      | James Marsden        | Timmo Niesner           |
| Tina Templeton              | Amy Sedaris          | Irina von Bentheim      |
| Tabitha Templeton           | Ariana Greenblatt    | Samira Özcan            |
| Dr. Erwin Armstrong         | Jeff Goldblum        | Hans Bayer              |
| Carol Templeton             | Eva Longoria         | Sally Özcan             |
| Opa (Ted Templeton Sr.)     | Jimmy Kimmel         | Karlo Hackenberger      |
| Oma (Janice Templeton)      | Lisa Kudrow          | Ulrike Stürzbecher      |
| Wizzie                      | James McGrath        | Eckart Dux              |
| Meghan                      | Serenity Reign Brown | Lou von Lenski          |
| Nathan/Lead Baby Ninja      | Raphael Alejandro    | Francisco Palma Galisch |